# Notophthiracarus ephippiger
Notophthiracarus ephippiger är en kvalsterart som först beskrevs av Balogh och Sandór Mahunka 1977.  Notophthiracarus ephippiger ingår i släktet Notophthiracarus och familjen Phthiracaridae. Inga underarter finns listade i Catalogue of Life.